# كل هذا الجاز (فلم)
كل هذا الجاز (بالإنجليزية: All That Jazz) هو فيلم موسيقي تم إنتاجه في الولايات المتحدة وصدر في سنة 1979. الفيلم من إخراج بوب فوس وكتابة بوب فوس.

## بطولة
- جيسيكا لانج

### ترشيحات وجوائز
| السنة | الحدث | الفئة                      | النتيجة  |
| ----- | ----- | -------------------------- | -------- |
|       |       | أوسكار أحسن موسيقى تصويرية | فـــــوز |

## الميزانية والإيرادات
بلغت تكلفة إنتاج الفيلم حوالي 12 مليون دولار بينما حقق أرباحا تقدر بـ 37,823,676 دولار.

## وصلات خارجية
- كل هذا الجاز على موقع IMDb (الإنجليزية)
- كل هذا الجاز على موقع ميتاكريتيك (الإنجليزية)
- كل هذا الجاز على موقع الموسوعة البريطانية (الإنجليزية)
- كل هذا الجاز على موقع روتن توميتوز (الإنجليزية)
- كل هذا الجاز على موقع نتفليكس (الإنجليزية)
- كل هذا الجاز على موقع قاعدة بيانات الأفلام العربية
- كل هذا الجاز على موقع ألو سيني (الفرنسية)
- كل هذا الجاز على موقع Turner Classic Movies (الإنجليزية)
- كل هذا الجاز على موقع أول موفي (الإنجليزية)
- كل هذا الجاز على موقع بوكس أوفيس موجو (الإنجليزية)